# CBX

CBX (Princeton-Stanford Colliding Beams eXperiment) — один из первых в мире коллайдеров, построенный в лаборатории SLAC совместными усилиями физиков Принстонского и Стэнфордского университетов.

## Описание
CBX представлял собой два соприкасающихся слабофокусирующих электронных синхротрона на энергию до 550 МэВ. Каждое кольцо состояло из четырёх 90-градусных магнитов с градиентом поля и четырёх прямолинейных промежутков, один из которых был общим для колец, где происходили столкновения пучков электронов. Инжекция пучков производилась из существовавшего линейного ускорителя MARK-III на энергии 300 МэВ. Одной из самых сложных систем оказалась вакуумная камера, на тот момент самый большой в мире объём сверхвысокого вакуума (~2 м3, <10−9торр).

## История создания
В 1957 году Джерард О'Нил из Принстона посетил лабораторию SLAC и предложил построить установку со встречными пучками электронов. В 1958 году Вольфганг Панофский сумел добиться выделения финансирования в размере 800 тыс. долларов от подразделения Министерства обороны Office of Naval Research, и в 1959 году началось сооружение установки. В 1962 году все системы коллайдера были собраны воедино. Основными участниками работ были B. Gittelman, W.C. Barber, Б. Рихтер и Д. О'Нил.
Первые наблюдения рассеянных электронов появились летом 1963 года, лишь к 1965 году команде удалось справиться с проблемами инжекции и коллективными неустойчивостями, результаты экспериментов опубликованы в 1966 году, на год позже публикации результатов коллайдера ВЭП-1. В 1967 году экспериментальная программа CBX была завершена. Лаборатория сосредоточилась на создании большого электрон-позитронного коллайдера SPEAR.

## Достижения
- Основным назначением была проверка квантовой электродинамики вплоть до малых расстояний, а также возможности использования встречных пучков для экспериментов по физике высоких энергий. Обе задачи были успешно выполнены.
- Максимальный накопленный ток в сгустке (в режиме без столкновений) достигал 600 мА[3], что долгое время было не превзойдённым значением.
- Параметр встречи достиг 0.025.
- На CBX впервые наблюдались когерентные неустойчивости взаимодействующих встречных сгустков.